# دفاعيات
الدفاعيات أو التبريرية أو الاعتذاريات أو اللاهوت الدفاعي هو أحد مجالات الدفاع (الذي غالبًا ما يكون دفاعًا دينيًا، لذلك تسمى علم الدفاع عن الدين) عن طريق الاستخدام المنهجي للمعلومات. وكان كتاب المسيحية المبكرة (120-220)، الذين كانوا يدافعون عن دينهم ضد الانتقادات ويوصون الغرباء باعتناق هذا الدين، يطلق عليهم «المدافعون».

## الدفاع الفكري في الأديان
بينما كانت أديان العالم تواجه بعضها البعض، ظهر الدفاع الفكري عن الدين والمدافعون من جميع الأديان والعقائد. وفي حين أن بعضًا من هؤلاء المدافعون يدافع عن الدين أو يناضل أمام حجج الأديان والعلمانية، يقتصر دور الآخرين على الدفاع فقط.

### المسيحية

درع الثالوث الشكل الذي عادة ما يستخدمه المدافعون عن المسيحية لشرح الثالوث.

بعضٌ من أبرز المدافعين عن الإيمان المسيحيّ في القرن الواحد والعشرين هم المُحاضر والفيلسوف جون لنوكس، وراڤي زكارياس رئيس خدمة "RZIM"، ووليام لين كرايچ، وغيرهم ممن ناظر العديد من الملحدين كريتشارد داوكينز. البعض منهم ألّف العديد من الكتب حول العِلم والإيمان والعلاقة بينهما مثل "Seven Days that Divide the World" لجون لينوكس و«هل يستطيع الإنسان أن يحيا من دون الله» و«من صنع الله» لراڤي زكارياس. أمّا عن القرن الماضي فقد كتب الكاتب سي. أس. لويس العديد من المقالات والكتب الّتي كانت بمثابة حجر الأساس للفلسفة المسيحيّة الحديثة مثل كتاب «المسيحيّة المجرّدة» و«رسائل خربر» و«المحبّات الأربع» و"The problem of Pain" و "A grief observed" غيرهم.
أمّا في العالم العربيّ فربّما أحد أشهر المدافعين عن الإيمان المسيحي هو الفلسطيني الأصل أنيس شروش الذي ناظر الشّيخ أحمد ديدات وشبير علي عدّة مرّات. وأيضًا الأخ رشيد الذي ظهر لسنوات طويلة على قناة الحياة في برنامجه «سؤال جريء» ليدافع عن الإيمان المسيحي برفقة بعض الضيوف كالقمّص زكريّا بطرس وبعض العابرين.
إضافةً لخدّام عدّة كماهر صموئيل وأوسم وصفي الذين رأوا الحاجة لوجود جيل جديد مثقّف ويؤمن عن اقتناع وتفكير ويعيش المبدأ المذكور في رسالة بطرس الأولى 3: 15 «مُسْتَعِدِّينَ دَائِمًا لِمُجَاوَبَةِ كُلِّ مَنْ يَسْأَلُكُمْ عَنْ سَبَبِ الرَّجَاءِ الَّذِي فِيكُمْ، بِوَدَاعَةٍ وَخَوْفٍ». يشجّع الكتاب المقدّس المسيحيّين على المعرفة أيضًا في مواضع أخرى إذ يقول في سفر (كتاب) هوشع 4: 6 «هَلَكَ شَعْبِي مِنْ عَدَمِ الْمَعْرِفَةِ» وفي موضع آخر يقول «فَتِّشُوا الْكُتُبَ لأَنَّكُمْ تَظُنُّونَ أَنَّ لَكُمْ فِيهَا حَيَاةً أَبَدِيَّةً. وَهِيَ الَّتِي تَشْهَدُ لِي.» أي أنّ المسيح يعاتب اليهود على عدم درايتهم الكافية في نبوءات العهد القديم عن مجيئه، فلو قرؤوها بتمعّن لفهموا أنّه هو المسيح المُرسل من الله.
من أوائل المدافعين عن الإيمان المسيحي القدّيس أوغسطينوس إلى جانب آباء الكنيسة الّذين عاشوا أزمنة صعبة من الاضطهاد وامتحان إيمانهم في عالم تسوده عبادة الأوثان لا سيّما في الإمبراطوريّة الرّومانيّة.

#### المورمونية
لوحظ في فترات متأخرة وجود مدافعين يركزون على الدفاع عن المورمونية، بما في ذلك قادة الكنيسة في وقت مبكر مثل جون تايلور (John Taylor) وروبرتس (B. H. Roberts) وجيمس تالماج (James E. Talmage) وعلماء عصريين مثل هيوغ نيبالي (Hugh Nibley) واورسون سكوت كارد (Orson Scott Card) وجيف ليندسي (Jeff Lindsay).

### اليهودية
يرجع تاريخ الدفاع عن اليهودية بقدر ما إلى أريستوبولوس بانيس (Aristobulus of Paneas)، على الرغم من بعض التمييز في أعمال ديمتريوس المؤرخ (القرن الثالث بعد ميلاد المسيح) لآثار تشير إلى نمط "الأسئلة" والحلول" النموذجية لهذا النوع. كان أريستوبولوس فيلسوفًا يهوديًا من الإسكندرية وهو مؤلف لأحد أعمال الدفاع عن الدين اليهودي تحت عنوان بطليموس السادس (Ptolemy VI Philometor). ويتضمن كتاب كونترا أبيون (Contra Apion) للمؤلف جوزيفوس (Josephus) دفاعًا شاملاً عن اليهودية ضد اتهامات كثيرة موجهة لليهودية كانت في ذلك الوقت، كما ظهر هذا الدفاع أيضًا في بعض من أعمال فيلو الإسكندرية. (انظر أيضًا مهاترات اليهودية وعلوم الدفاع عن المسيحية في العصور الوسطى)

### الإسلام
نشأ في الإسلام، فيما يشارك علم الدفاع في موضوعه وهدفه ومنهجه، علمٌ يسمّى علم الكلام، الذي نشأ في محاولة للتصدي للتحديات التي فرضها الالتقاء بالديانات القديمة ومن ثم تطوّر لضرورة الرد على الشبهات التي طرحتها زيادة الاحتكاك بالأفكار والديانات المختلفة.
ومن أبرز المدافعين عن العقيدة الإسلامية في جنوب إفريقيا، أحمد ديدات، وهو كاتب مشهور ناظر الإنجيليين المسيحيين بوجود الكثير من التناقضات في الكتاب المقدس.[بحاجة لمصدر]